# Georg Gaßmann

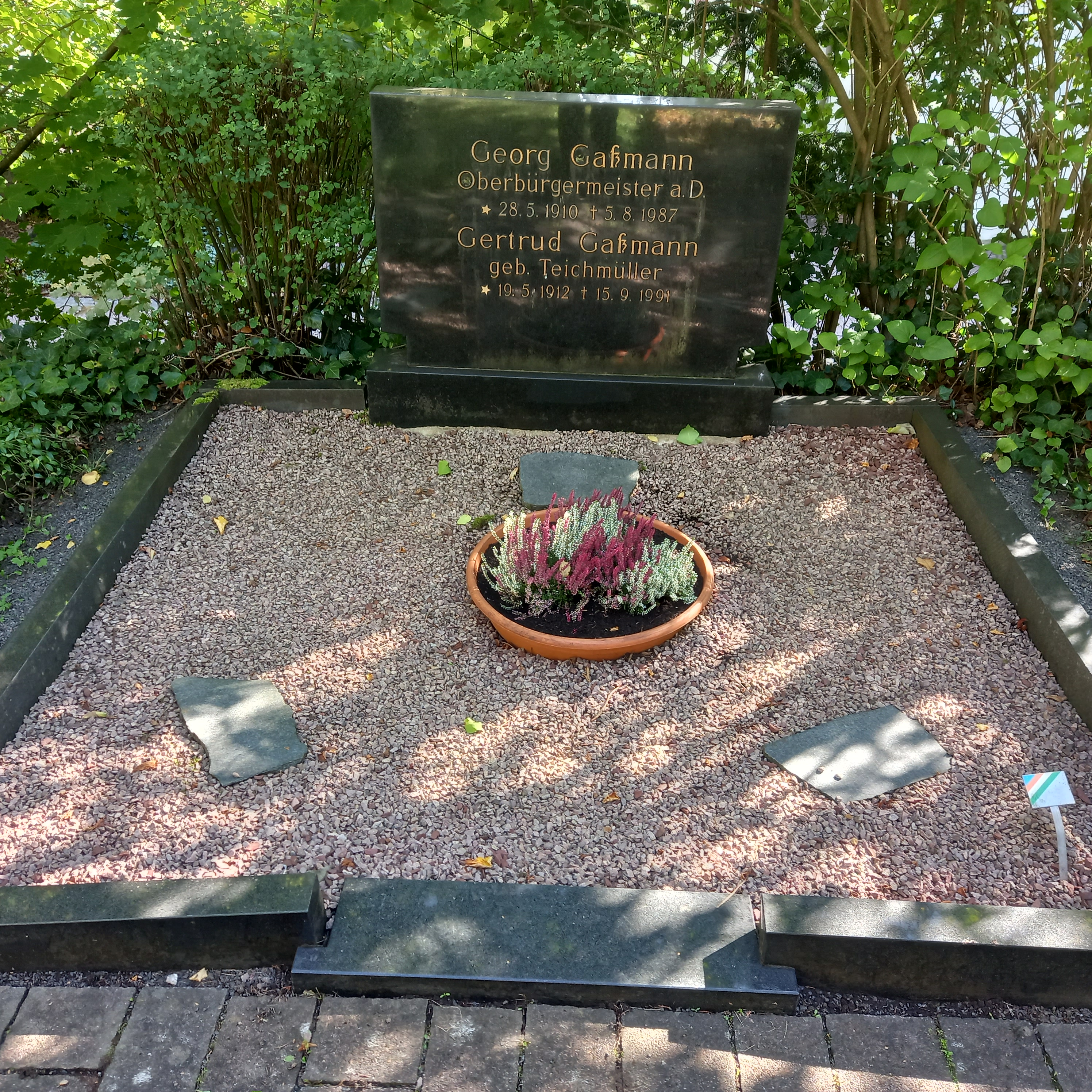
Das Grab von Georg Gaßmann und seiner Ehefrau Gertrud geborene Teichmüller auf dem Hauptfriedhof Marburg

Georg Gaßmann (* 28. Mai 1910 in Marburg; † 5. August 1987 ebenda) war ein deutscher Politiker (SPD). Von 1950 bis 1970 war er Abgeordneter des Hessischen Landtags und von 1951 bis 1970 zudem Oberbürgermeister seiner Heimatstadt.

## Ausbildung und Beruf
Georg Gaßmann studierte nach dem Abitur von 1929 bis 1932 Rechtswissenschaften in Berlin und Marburg. 1933 wurde er kurzzeitig aus politischen Gründen inhaftiert und von der Promotion ausgeschlossen. Er arbeitete ab 1934 als kaufmännischer Angestellter und leistete 1939 bis 1945 seinen Kriegsdienst. Anschließend war er bis 1946 in Kriegsgefangenschaft.

## Politik
Georg Gaßmann wurde 1946 zum Bürgermeister und 1951 zum Oberbürgermeister von Marburg gewählt. Dieses Amt hatte er bis 1971 inne.
Georg Gaßmann ließ die Stadtautobahn mitten durch Marburg bauen und trennte die Stadt so in zwei Teile. Gaßmann wurde auch durch sein Vorhaben bekannt, die traditionelle Oberstadt mit den alten Fachwerkhäusern niederzureißen und durch eine autofreundliche Innenstadt zu ersetzen. Dieser Plan wurde aber nicht durchgeführt. Stattdessen ließ Gaßmanns Nachfolger Drechsler die Oberstadt sanieren und zum Prunkstück Marburgs werden.
Vom 1. Dezember 1950 bis zum 30. November 1970 war er auch Mitglied im hessischen Landtag.
1954 war er Mitglied der zweiten und 1964 der vierten Bundesversammlung.

## Ehrungen
Georg Gaßmann war ab 1971 Ehrenbürger der Stadt, Träger der Wilhelm-Leuschner-Medaille des Landes Hessen und des Großen Verdienstkreuzes des Verdienstordens der Bundesrepublik Deutschland.
Nach Gaßmann wurde das rund 15.000 Zuschauer fassende Georg-Gaßmann-Stadion im Marburger Süden benannt.